# JAMMA
JAMMA respon a les incials Japanese Amusement Machine Manufacturers Association és un tipus de connexió per a videojocs. També és el nom del consorci japonès, què, durant la dècada de 1980, i que va dur a la llum un tipus de connexió estàndard per a màquines recreatives de videojocs.
Encara avui en dia moltes estan en funcionament i es poden trobar amb facilitat plaques JAMMA a ebay o altres llocs de venda de segona mà o de col·leccionistes.